# سیارک ۴۰۹۸
سیارک ۴۰۹۸ (به انگلیسی: 4098 Thraen، نامگذاری:1987WQ1) چهار هزار و نود و هشتمین سیارک کشف شده‌است که در ۲۶ نوامبر ۱۹۸۷ کشف شد.
قدر مطلق سیارک برابر ۱۳٫۲۰ است.